# ابوالقاسم علی بن محمد
ابوالقاسم علی بن محمد بن حسین بن عمرو نزل آبادی  (۵ هجری قمری / ۱۱ میلادی) دهقان ثروتمندی از سبزوار بود که به سبب تأسیس چهار مدرسه از مذاهب گوناگون مشهور است.
ابوالقاسم و پدرش پیرو ابن ابی‌طیب بودند و این نشان از گرایش او به تشیع است. تبارش از سمت مادر به آل میکال می‌رسید. او نمایندهٔ ابونصر منصور بن رامش، رئیس نیشابور، در سبزوار بود. چهار مدرسه‌ای که در سبزوار تآسیس کرد، یکی برای شافعیان بود، یکی برای حنفیان، یکی برای کرامیان و دیگری برای شیعیان. مدرسه‌سازی در خراسان کار شاقی محسوب نمی‌شد و کسان دیگری هم یک قرن قبل از او در خراسان مدرسه ساخته بودند. اهمیت کار او در اینجاست که او نخستین کسی بود که برای بیش از یک مذهب، مدرسه ساخت؛ دیگران صرفاً برای مذهب خود مدرسه می‌ساختند. این اقدام غیرمعمول موجب شد سلطان محمود غزنوی او را به غزنی فرا بخواند و ملامت کند که «چرا یک مذهب را که معتقد تو است، نصرت نکنی و ائمهٔ آن طائفه را مدرسه بنا ننهی؟» در آن زمان درگیری‌های شدیدی بین مذاهب در خراسان رخ می‌داد و این اقدام او سرمشقی شد برای حاکمان بعدی که از راه ساختن مدرسه و مداراجویی از شدت درگیری‌ها بین مذاهب بکاهند.